# 郡山ザベリオ学園
郡山ザベリオ学園（こおりやまザベリオがくえん）は、福島県郡山市大槻町にある私立幼稚園・小学校・中学校。カトリック系のミッションスクールである。

## 概要
本学園はカナダのモントリオール市に本部を置く無原罪聖母宣教女会によって創立された。それまで中学校は女子校であったが、平成19年度より男女共学になった。
なお、会津若松市にある会津若松ザベリオ学園、東京都世田谷区にある世田谷聖母幼稚園は姉妹校である。

## 教育の特色
幼稚園から英語に触れ合う時間を設けるなど英語教育に力を入れており、中学校からは毎年8割近くの生徒が進学校へ進学している。

## 沿革
- 1930年9月 - 郡山市虎丸町に修道院を設立
- 1932年4月 - 聖マリア幼稚園開園
- 1958年4月 - 郡山ザベリオ学園小学校開校
- 1960年11月 - 校舎延2,395.44 m2新築落成
- 1964年4月 - 郡山ザベリオ学園中学校併設開校
- 1965年8月 - 体育館並びに中学校校舎新築落成
- 1967年4月 - 聖マリア幼稚園を郡山ザベリオ学園幼稚園と改名
- 1973年4月 - スクールバス運行開始
- 1987年8月 - 新校舎落成、郡山市大槻町に移転。旧校舎跡地は後にホテルハマツが建築された。
- 2007年4月 - 中学校男女共学化

## 主な出身者
- 吉澤恵理（薬剤師、医療ジャーナリスト）- 小学校・中学校
- 関根謙（中国文学者、慶應義塾大学名誉教授）- 小学校
- 箭内道彦（クリエイティブ・ディレクター、東京藝術大学教授）- 幼稚園